# Fort van Koningshooikt
Het Fort van Koningshooikt is een fort gelegen in de deelgemeente Koningshooikt van de gemeente Lier, in de Belgische provincie Antwerpen. Het fort maakte deel uit van de Stelling van Antwerpen en wel van de buitenste fortengordel rond de stad Antwerpen.

## Voorgeschiedenis
Het fort van Koningshooikt maakte deel uit van de Stelling van Antwerpen. Tot de Stelling van Antwerpen was besloten door de keuze voor Antwerpen als Nationaal Reduit in 1859. Het idee hierachter was dat Antwerpen het meest geschikt was als laatste verschansing tot de hulp van bondgenoten zou kunnen arriveren.
Het Nationaal Reduit zou bestaan uit 1) een belegeringsomwalling, 2) een fortengordel en 3) onderwaterzettingen. De fortengordel zou bestaan uit een achttal Brialmontforten (gebouwd in 1859) in een 18 km lange gordel van Wijnegem tot Hoboken. Na de Frans-Duitse Oorlog van 1870 werd aanvankelijk besloten tot de bouw van drie bruggenhoofdforten en vervolgens tot de bouw van een buitenlinie, die aangepast was aan modernere wapens.
Dit laatste plan werd bekrachtigd per wet van 30 maart 1906. Deze Hoofdweerstandstelling omvatte op de rechteroever 16 forten en 10 schansen en op de linkeroever 5 forten en 2 schansen. Na onteigening van de gronden werd de bouw van het fort toegewezen op 27 februari 1909 en diende uiterlijk 1 juli 1912 te zijn voltooid.

## Fort en bewapening
Het fort van Koningshooikt (een zogenaamd Eerste orde fort) heeft een trapeziumvormige opbouw omringd door een 40–50 m brede gracht. Het oppervlak bedroeg ca. 20 hectare. Het fort is gebouwd uit ongewapend beton en moest bestand zijn tegen 21 cm kaliber. Gekozen werd voor ongewapend beton doordat men, op grond van onjuiste interpretatie van testen, aannam dat gewapend beton niet beter was. Na de belegering van Port Arthur in 1905 werd de betonsamenstelling aangepast door een hoger cementgehalte om weerstand te kunnen bieden aan 28 cm geschut.
Kort voor de Eerste Wereldoorlog ontwikkelden de Duitsers echter geschut waartegen het ongewapend beton onvoldoende weerstand bood. Dat was het 30,5 cm Motor-Mörser M1, afkomstig van Skoda in Oostenrijk. Dit had een voor die tijd zeer hoge doorboring en was gemakkelijk via tractoren te vervoeren. Daarnaast ontwikkelde Krupp een 42 cm mortier (Dikke Bertha) die een projectiel van 1000 kg 9 km ver kon schieten.
De bewapening van het fort van Koningshooikt voor de grote afstand bestond uit twee koepels met twee 15 cm kanonnen, twee koepels voor een 12 cm houwitser, vier koepels voor een 7,5 cm kanon, twee waarnemingsklokken. Daarnaast was er nog een grachtverdediging van zestien 5,7 cm snelvuurkanonnen en een zogenaamd groot-flankement, dat wil zeggen onderhoudsvuur tussen de forten (twee 7,5 cm en twee 12 cm kanonnen).

## Eerste Wereldoorlog
Het fort van Koningshooikt telde bij de aanvang van de oorlog ca. 450 manschappen. Het fort was op 30 augustus 1914 al onder zwaar Duits vuur komen te liggen. Het bleef echter bezet door het Belgische leger en deed dienst als steunpunt voor de infanterie. Op 27 september zetten de Duitsers een zwaar offensief in met het derde reservekorps van het Eerste Duitse leger onder bevel van Von Beseler. Op 28 september begint de beschieting van het fort van Koningshooikt met de vier 30,5 cm Skoda Motor Mörser van Batterie 8 onder bevel van Amann. Op 30 september en 1 oktober zetten de Duitsers ook het 42 cm geschut (“Dikke Bertha”) in. Door twee inslagen om 12 en 2.30 uur worden de twee munitieopslagplaatsen vernietigd. Op 2 oktober is het fort uitgeschakeld en wordt het fort door de Belgen verlaten.
Op 3 oktober wordt het door de Duitsers ingenomen. De achtereenvolgende uitschakeling van de forten Walem, Sint-Katelijne-Waver, Koningshooikt, Lier (beiden 2 oktober), Kessel (4 oktober) en Broechem (7 oktober) leidde tot het verlies van de Vesting Antwerpen.

## Interbellum en Tweede Wereldoorlog
Tussen de twee Wereldoorlogen werd een aantal aanpassingen doorgevoerd. Zo werd de bewapening vervangen door mitrailleurs en werden aanpassingen aan ventilatie en nooduitgangen doorgevoerd. De belangrijkste maatregel was de aanleg van de Anti-tankgracht.
In de Tweede Wereldoorlog heeft het fort geen actie gevoerd. Het was onderdeel van de zgn. Koningshooikt-Waver linie. Tijdens de Duitse bezetting werd het gebruikt als opslagplaats.

## Na 1945
Het is nu in privé bezit. Men kan rond de vestingsgracht wandelen. Het fort doet dienst als overwinteringsreservaat voor vleermuizen, en er vinden een aantal sporten en evenementen plaats. 

### Vleermuizen
Beschermingsmaatregelen zijn onder meer het afsluiten van de overwinteringsplaatsen vanaf oktober, het aanbrengen van luiken om tocht en illegale betreding tegen te gaan, het voor vleermuizen toegankelijk maken van een watergang en het verwijderen van roetaanslag. De Antwerpse fortergordels zijn een van de belangrijkste vleermuisverblijfplaatsen van West-Europa, en daarom opgenomen in het Natura 2000-netwerk van Europese topnatuurgebleden. Blijkens tellingen in 2009 overwinterden 134 exemplaren van een achttal soorten. 

### Hengelen
Hengelaars kunnen op de grachten rond het fort terecht voor het vissen van paling, baars, snoek en snoekbaars, met dagtickets aan de straatzijde van het domein, of een jaarabonnement aan de boszijde. Daar worden ook staanplaatsen voor chalets verhuurd. 

### Offroadpiste
In het begin van de jaren tachtig werd een offroad-circuit aangelegd aan de binnenkant van het fort, waarop evenementen  plaatsvinden voor motorcross, veldrijden en voor terreinwagens.

### Airsoft
Voor liefhebbers van airsoft werd het fort omgedoopt tot “Fort Knox”. Op het heuvelachtig terrein van 3,5 ha staan 2 grote bunkers, en vla allerlel doorgangen kunnen deelnemers verschillende nissen en kamers betreden om het oorlogsspel te beoefenen, of teambuilding te organiseren.